# David Headley
David Coleman Headley (født Daood Sayed Gilani 30. juni 1960 i Washington D.C., USA) er en amerikansk terrorist med pakistansk far og amerikansk mor, der i 2013 blev idømt 35 års fængsel i USA for at planlægge terrorisme bl.a. i Danmark og for medvirken til Terrorangrebet i Mumbai 2008.

## Terrorisme
David Headley var med i terrorgrupperne Lashkar-e-Taiba og al-Qaeda.